# کنوانسیون جهانی راهنمایان گردشگری
کنوانسیون جهانی راهنمایان گردشگری، بزرگترین گردهمایی راهنمایان گردشگری جهان است. این رویداد دوسالانه و زیر نظر مستقیم فدراسیون جهانی راهنمایان گردشگری (WFTGA) در یکی از کشورهای عضو برگزار می‌شود.
معرفی و بازدید جاذبه‌های فرهنگی، تاریخی و طبیعی کشورهای میزبان و توسعه پایدار صنعت گردشگری و ارتباط میان راهنمایان گردشگری و ارتقای دانش و اخلاق حرفه‌ای آن‌ها بر اساس استانداردهای جهانی جزو اهداف کنوانسیون است.

## پیشینه کنوانسیون
بنیانگذار Yossi Grau, WFTGA و اولین کشور میزبان کنوانسیون در سال ۱۹۸۵ در زادگاه وی در فلسطین اشغالی بود و به ترتیب کشورهای اتریش ۱۹۸۷، قبرس ۱۹۸۹، فنلاند ۱۹۹۱، آفریقای جنوبی ۱۹۹۳، سنگاپور ۱۹۹۵، کانادا ۱۹۹۷، چین ۱۹۹۹، قبرس ۲۰۰۱، اسکاتلند ۲۰۰۳، استرالیا ۲۰۰۵، مصر ۲۰۰۷، اندونزی ۲۰۰۹، استونی ۲۰۱۱، چین ۲۰۱۳ و جمهوری چک در سال ۲۰۱۵ بوده‌اند. هر دو سال یکبار کشورهای عضو درخواست میزبانی خود را ارائه و در صورت تصویب هیئت مدیره فدراسیون و بررسی صلاحیت‌ها، کشور میزبان انتخاب می‌شود. تشکلی که برای اولین بار قصد شرکت و کاندید شدن را دارد می‌بایست موافقت نامه تشکل دیگر از همان کشور را که زودتر عضو شده‌است و حداقل یکبار در کنوانسیون شرکت کرده‌است را دارا باشد.

## ایران میزبان سال ۲۰۱۷ کنوانسیون
در پانزدهمین فدراسیون جهانی راهنمایان گردشگری که در بهمن ماه سال ۱۳۹۳ در جمهوری چک برگزار شد، از میان یازده کشور نامزد سه کشور ایران، سنگاپور و دانمارک به عنوان کاندیدای نهایی انتخاب و در نهایت امر کشور ایران برای اولین بار، با ۱۸ رای موافق میزبانی سال ۲۰۱۷ را کسب کرد. که پس از بازدید ۱۰ روزه بازرسان فدراسیون جهانی راهنمایان گردشگری از ایران و زیرساخت‌های آن در دی ماه سال ۱۳۹۴، ایران رسماً میزبان برگزاری کنوانسیون راهنمایان گردشگری سال ۲۰۱۷ شد و کانون انجمن‌های کارگری راهنمایان گردشگری سراسر کشور به عنوان مجری و میزبان انتخاب شد.

### شعار کنوانسیون ۲۰۱۷ در ایران
شعار کشور ایران در کنوانسیون ۲۰۱۷ ایران؛ مردمانی مهربان با آغوش باز، فرهنگی کهن و پر رمز و راز نامگذاری شده‌است.
شعار این کنوانسیون توسط خانم Rosalind Newland OBE رئیس پیشین WFTGA از کشور اسکاتلند انتخاب شد.

### آغاز به کار کنوانسیون راهنمایان در تهران
هفدهمین کنوانسیون جهانی راهنمایان گردشگری به میزبانی ایران با حضور حسن روحانی رئیس‌جمهور ایران، طالب الرفاهی، دبیرکل سازمان جهانی گردشگری و جمع کثیری از راهنمایان برتر دنیا در صبح روز شنبه ۹ بهمن ماه ۱۳۹۵ در سالن اجلاس سران برگزار شد. در مراسم گشایش روحانی تصریح کرد؛
اگر دیواری هم بین ملت‌ها باشد، باید برداشت و دنیای امروز، دنیایی نیست که بین ملت‌ها و مردمان سرزمین‌های مختلف فاصله ایجاد کرد. امروز روز همسایگی است همه از لحاظ فرهنگی، علمی و تمدنی همسایه یکدیگر شده‌ایم و هستیم. در ایران، یهودیان و مسیحیان و زرتشتیان دارای همان آزادی هستند که مسلمانان دارای آن آزادی هستند، در کشور ما مذاهب مختلف اسلامی در کنار یکدیگر زندگی می‌کنند.